# Асесъёган
Асесъёган (устар. Асес-Ёган) — река в России, протекает по Ханты-Мансийскому АО. Устье реки находится в 744 км от устья Ваха по левому берегу. Длина реки составляет 28 км, площадь водосборного бассейна — 2950 км².

## Притоки
(указано расстояние от устья)
- 3 км: Игол 1-й
- 4 км: Засольная
- 11 км: река без названия
- 28 км: Большой Асесъёган
- 28 км: Малый Асесъёган

## Данные водного реестра
По данным государственного водного реестра России относится к Верхнеобскому бассейновому округу, водохозяйственный участок реки — Вах, речной подбассейн реки — бассейн притоков (Верхней) Оби от Васюгана до Ваха. Речной бассейн реки — (Верхняя) Обь до впадения Иртыша.